# Göttinger Verkehrsbetriebe
Die Göttinger Verkehrsbetriebe GmbH (GöVB) führen seit dem 1. Januar 2003 den ÖPNV mit Bussen im Stadtgebiet Göttingen sowie den Flecken Bovenden und Rosdorf durch. Die Vorläuferorganisation wurde 1927 als Städtischer Kraftwagenbetrieb gegründet. Der Verkehrsbetrieb wurde 1955 in die Stadtwerke Göttingen integriert, die 2003 mit dem Anteilsverkauf an e.on und Gelsenwasser ihren Verkehrsbetrieb in eine eigenständige GmbH ausgliederten, von der auch die Gleisanlagen im Industriegebiet (Industriegleis) bewirtschaftet werden.
Seit Anfang 2015 sind die Göttinger Verkehrsbetriebe ein hundertprozentiges Tochterunternehmen der neugegründeten Göttinger Versorgungs- und Verkehrsbetriebe GmbH (GöVV), bis Ende 2014 waren sie hundertprozentiges Tochterunternehmen der Stadtwerke Göttingen AG. Im Jahr 2021 wurden mit ca. 400 Mitarbeitern und etwa 100 Fahrzeugen auf 27 Buslinien etwa 14,3 Mio. Fahrgäste befördert.

## Geschichte

### 1890–1926

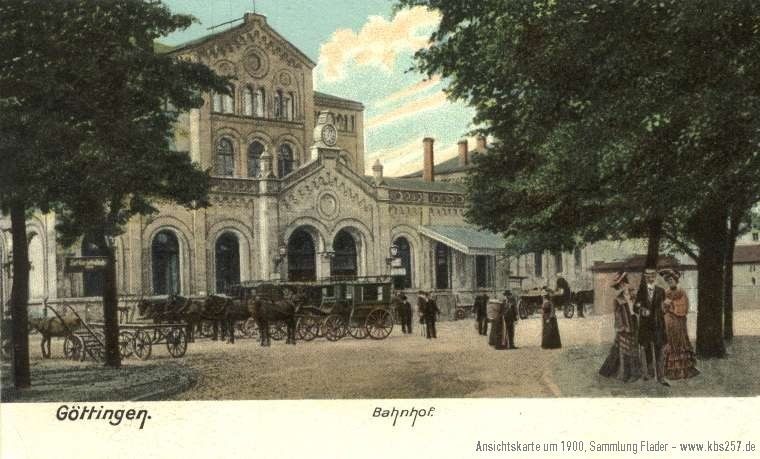
Göttinger Bahnhof um 1900 mit Pferdekutschen

Obwohl die Gründung der Göttinger Verkehrsbetriebe erst 1927 erfolgte, ließ schon im Jahr 1890 der „Verein zur Hebung des Fremdenverkehrs“ zusammen mit dem privaten Fuhrunternehmer Werner erstmals im Linienbetrieb Pferdekutschen (sog. Kremser) zwischen Bahnhof und der Geismar Chaussee (heutige Geismarlandstraße) fahren. Schon zuvor fuhren Kutschunternehmer beliebte Göttinger Ausflugsziele an, diese Fahrten hatten jedoch eher einen Ausflugscharakter, sie hielten sich aber noch bis nach dem Zweiten Weltkrieg.
Im Jahre 1900 gab es die ersten Planungen über den Betrieb einer Straßenbahn, eine Kommission wurde gegründet, die zwischen Stadtrat und möglichen privaten Betreibern verhandelte. 1909 lag ein erstes Gutachten mit exakten Kosten vor. Das Netz sollte zunächst aus 3 Linien bestehen und eine Länge von 8,4 Kilometern aufweisen. Geplant war die Linie 1 von Weende über Kornmarkt und Groner Tor zum Stadtfriedhof. Die Linie 2 vom Bahnhof über Prinzenstraße, Nikolaistraße und Bürgerstraße zur heutigen Reinhäuser Landstr. (bis Höhe Schillerstraße) und die Linie 3 vom Bahnhof über Prinzenstraße und Theaterstraße zur heutigen Herzberger Landstr. Am 27. April 1914 erging der Ratsbeschluss über den Bau, am 30. April folgte der Antrag beim Regierungspräsidium in Hildesheim. Das Schienenmaterial war bereits geliefert, aufgrund des Ersten Weltkrieges musste der Bau der Straßenbahn jedoch unterbrochen werden. Ein Teil des Schienenmaterials wurde während des Kriegs beschlagnahmt und nach Jena verbracht. Nach Kriegsende wollte man den Bau der Straßenbahn wieder aufnehmen, aufgrund der Inflation musste die Stadt ihr Vorhaben jedoch aufgeben und ihre Schienen an die Westfälische Eisenbahn AG verkaufen. Die endgültige Entscheidung gegen eine Straßenbahn fiel im Jahr 1926.
Die Stadt selbst verzichtete zunächst auf einen Eigenbetrieb und überließ den öffentlichen Nahverkehr dem privaten Fuhrunternehmer Kulp, der den ersten Kraftomnibus auf der Strecke Stadtfriedhof – Dahlmannstr. einsetzte. Später folgte eine zweite Linie von Weende nach Grone. Die Stadt erkannte aber bald, dass sich der Busbetrieb lohnt und führte Verhandlungen mit dem Unternehmer (bei dem zu der Zeit noch die Konzessionen lagen), um den Verkehr in eigener Hand betreiben zu können.

### 1927–1950
Am 27. September 1927 übernahm die Stadt Göttingen nach langen Verhandlungen und hohen Abfindungszahlungen den Linienbetrieb in die eigene Trägerschaft und gründete hierzu den „Städtischen Kraftwagenbetrieb Göttingen“, der dem städtischen Betriebsamt unterstellt war. Eingesetzt wurden Niederrahmen-Busse des Typs Büssing Typ III GLN mit 45 PS starken Ottomotoren, die zunächst drei Linien bedienten.
Im ersten Jahr nach Gründung des Betriebs beförderten die Busse 1,6 Millionen Fahrgäste. Aufgrund dieser großen Nachfrage musste die Stadt schon nach kurzer Zeit neue Busse anschaffen. Mitte der 1930er Jahre gab es die ersten Anzeichen für eine kommende Krisensituation. Um vom internationalen Mineralölmarkt unabhängig zu sein, wurden von den Nationalsozialisten Motoren entwickelt, die mit heimischen Energieträgern betrieben werden konnten. Da in der Göttinger Region genug Holz zur Verfügung stand, beschaffte die Stadt Göttingen als eine der ersten deutschlandweit im Mai 1935 die ersten Holzgasbusse der Fa. Henschel. Die Göttinger Nachrichten schrieben damals:

„Der Holzgaswagen ist da! – Heute traf beim Städt. Betriebsamt der neue Holzgaswagen ein, den die Stadt Göttingen bereits in der nächsten Woche im Autobusverkehr auf der Linie 3 setzen will. Der Wagen wird heute seine erste Sonderfahrt antreten. Ein gleichartiges Modell wurde schon auf der Automobilausstellung in Berlin gezeigt. Den Göttinger Wagen lieferte die Kasseler Firma Henschel, der Aufbau stammt von der Firma Wegmann u. Co., die Holzgasanlage ist eine Imbert-Konstruktion. Der neue Holzgaswagen ist breiter gebaut als die anderen Göttinger Wagen und für nicht weniger als 63 Personen zugelassen. Große und breite Fenster aus splitterfreiem Glas ermöglichen einen weiten Ausblick. Die Innenausstattung mit blauen Ledersitzen, blauen Gepäcknetzen und hellbraunen Wandverkleidungen kann als höchst geschmackvoll bezeichnet werden. Viel Glück zur ersten Fahrt in den Frühling!“

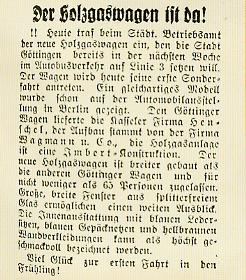
Die Zeitungsmeldung zum Eintreffen des ersten Holzgasbusses

Bis 1939 standen sieben dieser Fahrzeuge zur Verfügung. Zusammen mit sechs Omnibussen der Marke Büssing, die mit 75 PS-Ottomotoren betrieben wurden, bildeten sie bis in den Zweiten Weltkrieg das Rückgrat des städtischen Nahverkehrs. Bis 1942 stiegen die Fahrgastzahlen jährlich auf 3,5 Mio. an, bis der Busverkehr nahezu vollständig eingestellt werden musste. Nach Ende des Kriegs waren gerade mal neun Busse vorhanden, davon nur vier Busse betriebsbereit. Notdürftig setzte man die alten Busse instand und versuchte das Linienangebot aufrechtzuerhalten. 1948 waren die Fahrgastzahlen mit 3 Mio. Beförderungen wieder auf Vorkriegsniveau.

### 1951–1970
Die ständig steigenden Einwohnerzahlen in den Vorortgebieten wie Weende, Grone und Geismar oder die spätere Errichtung ganzer Wohnsiedlungen in der Weststadt wie dem Holtenser Berg, führten dazu, dass das Liniennetz großflächig auf 138 Kilometer Länge erweitert werden musste. Fuhren noch 1950 lediglich 4,6 Mio. Fahrgäste jährlich mit dem Bus, waren es 1954 schon 9,9 Mio. und 1957 14,5 Mio. Zwischenzeitlich wurden 6 Linien angeboten und der Städtische Kraftwagenbetrieb wurde 1955 in die Stadtwerke Göttingen integriert. Seitdem heißt dieser Unternehmenszweig, anfangs noch inoffiziell, Göttinger Verkehrsbetriebe – kurz GöVB.

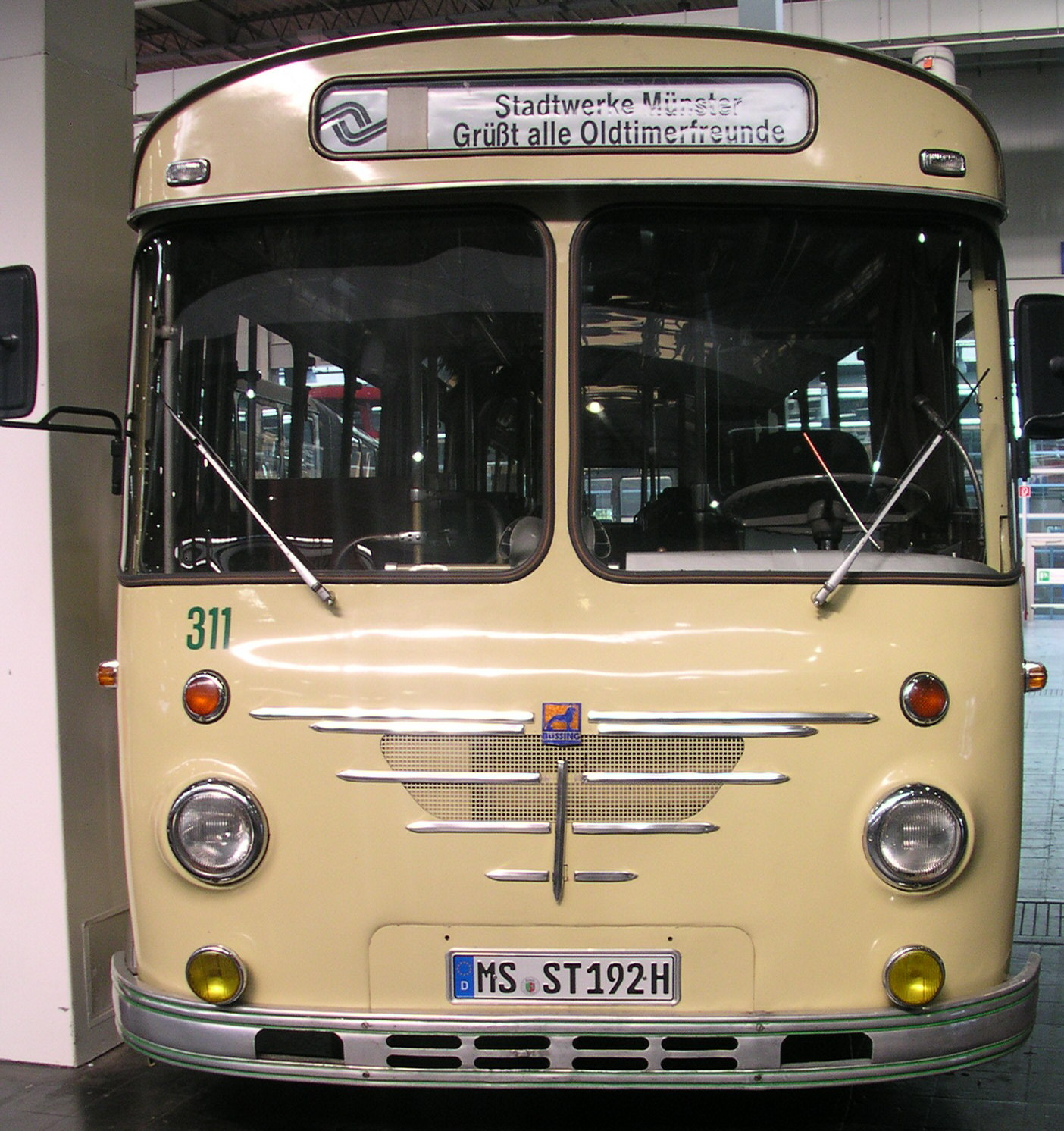
Büssing-Emmelmann U10 aus Münster, Busse gleichen Fabrikats fuhren bis Anfang der 1980er Jahre auch in Göttingen

1963 und 1964 erfolgte die Eingemeindung der Vororte Grone, Weende, Geismar, Herberhausen und Nikolausberg in das Stadtgebiet, die in das städtische Liniennetz integriert wurden. Die Linien nach Herberhausen und Nikolausberg wurden zuvor als Überlandlinien entweder von privaten Unternehmen oder von Bussen der Deutschen Bundesbahn bzw. durch den Kraftpostdienst (ab 1965 Postreisedienst) der Deutschen Bundespost bedient.
1967 erfolgte die Gründung des Gemeinschaftsverkehrs mit der Deutschen Bundesbahn für Linienverkehre in die Flecken Bovenden und Rosdorf, die sowohl von Bussen der Stadtwerke als auch Bahnbussen bedient wurden. Für Fahrten in diese Orte galt ein besonderer Tarif, der etwas über dem Stadttarif lag. Um auch die Einnahmen des Verkehrsbetriebs zu steigern, vermietete die Stadtwerke dem Beispiel anderer Städte folgend nun auch Werbeflächen auf ihren Bussen. Überwiegend prägten in der Zeit die sogenannten „Emmelmänner“ das Stadtbild, Busse des Typs Büssing 13 RU 10 bzw. Büssing Präsident Verbund U 10 mit Aufbau der Fa. Emmelmann aus Hannover.
1968 wurde der Bahnhofsvorplatz umgestaltet, ein Jahr später der neue, abseits vom Bahnhofsgebäude gelegene Zentrale Omnibusbahnhof (ZOB) fertiggestellt. Für die Fahrgäste bedeutete dies, dass sie nicht mehr direkt am Bahnhofseingang ein- und aussteigen konnten. Inzwischen war der Fuhrpark auf 58 Fahrzeuge angewachsen, die mit ihren 112 Fahrern jährlich 2,7 Mio. Kilometer zurücklegten und 20 Mio. Fahrgäste verzeichnen konnten. Eine gravierende Änderung gab es auch im personellen Bereich, mit der 1962 schon begonnen wurde: die letzten 4 Schaffner gingen in den Ruhestand, die Busse waren fortan im Einmannbetrieb unterwegs, der Fahrer übernahm neben seiner Fahrtätigkeit auch noch den Fahrscheinverkauf.
1969 kamen die ersten 10 von insgesamt 28 Standardlinienbussen zu den Verkehrsbetrieben, die vom Verband öffentlicher Verkehrsbetriebe (VÖV, heute Verband Deutscher Verkehrsunternehmen) erstmals nach einem für alle Hersteller verbindlichen Lastenheft entwickelt wurden. Nach ausgiebiger Erprobungen aller Hersteller, zu der neben Büssing, Mercedes-Benz und MAN auch noch Magirus-Deutz zählte, entschied man sich für die Anschaffung von Fahrzeugen des Typs Büssing BS 110 V. Diese Lieferung war 1972 abgeschlossen.

### 1970–1997
Nach Errichtung des ZOB im Jahr 1968 folgte ein weiteres Projekt, das den Verkehr in der Innenstadt, neben dem Individual- auch dem Busverkehr, nachhaltig verändern sollte. Der zunehmende Autoverkehr zwang die Verantwortlichen der Stadt, diesen aus der Weender Straße zu verdrängen. 1970 kam das Verbot für den motorisierten Individualverkehr, 1972 war der Busring fertiggestellt, auf dem die Busse im Einbahnstraßensystem verkehren, womit die Weender Straße, die Haupteinkaufsstraße Göttingens, damit auch für Busse nicht mehr befahrbar war. Auch der seit 1927 zentrale Umsteigepunkt am Marktplatz musste zugunsten der neu errichteten Fußgängerzone aufgegeben werden. In anderen Straßen wie der Groner- oder der Nikolaistraße erfolgte neben den Straßen des Busrings ebenfalls die Umwidmung zur Fußgängerzone, hier blieb der Busverkehr allerdings erhalten. In nördlicher Richtung fuhren die Busse über die Kurze Geismarstraße und Jüdenstraße, bis sie an der Haltestelle „Weender Straße Ost“ wieder in die Weender Str. einmündeten. In südlicher Richtung aus Richtung Weender Tor/Auditorium kommend bogen die Busse von der Weender Str. in den Stumpfebiel und die Gotmarstraße ein und fuhren über Zindelstraße und die Haltestelle „Markt“ diesen nun auf der Rückseite des alten Rathauses an, wo sie entweder weiter in südlicher Richtung über die Nikolaistraße, oder westwärts in die Groner Straße, weiterfuhren. Die vom Groner Tor kommenden Linien fuhren über Groner Straße, Kornmarkt, Lange Geismarstraße und bogen dann links in die Jüdenstraße ab. Anfänglich wurden die Busse noch über die Johannisstraße geführt, bis auch dieser Teil zur Fußgängerzone umgestaltet wurde.
1973 folgte die letzte Stufe der Verwaltungs- und Gebietsreform, die Eingemeindung der Orte Groß Ellershausen, Hetjershausen, Knutbühren, Elliehausen, Esebeck, Holtensen und Roringen. Da diese Orte bislang nach eigenen, bundeseinheitlichen Tarifen durch die Verkehrsgemeinschaft Bahn/Post bedient wurden, und nun auch konzessionsrechtlich zum Stadtgebiet zählten, gründete man die Göttinger Verkehrsgemeinschaft – GVG, einen kleinen Vorläufer des heutigen Verkehrsverbundes VSN, wo Busse von Bahn/Post und Stadtwerke eine gemeinsame Bedienung einheitlich zum Stadttarif anboten. Anders als beim 1967 gegründeten Gemeinschaftsverkehr zwischen DB und Stadtwerke für die Flecken Bovenden und Rosdorf; da beide im Landkreis liegen, wurde hier ein eigener Tarif eingeführt. Die Bahn-/Postbusse fuhren meist vom ZOB aufs Land und bedienten auf dem Weg den innerstädtischen Linienverkehr mit, so dass in diese Fahrten im Zielschild mit doppelten Liniennummern wie „2554 Hann. Münden 23“ oder „2642 Holzminden 21“ geführt wurden, wobei die Linien 21 und 23 die innerstädtischen Linien bis Holtensen bzw. Hetjershausen/Knutbühren waren. Die Deutsche Bundespost gab Anfang der 1980er Jahre ihren Postreisedienst mitsamt der gelben Postbusse an die Deutsche Bundesbahn ab, die ihrerseits den Bahnbusverkehr in Südniedersachsen wiederum 1989 in die Regionalbus Braunschweig GmbH ausgliederte, seit 2008 wieder in den Bahnkonzern eingegliedert, als Südniedersachsenbus firmiert.

Busse des Typs MB O 305 prägten über 30 Jahre das Göttinger Stadtbild. Der hier gezeigte Wagen 58 war sogar bis August 2009 als Traditionsbus im Besitz der GöVB, jetzt in Besitz der IG Traditionsbus Südniedersachsen.

Nachdem der seit Gründung der Verkehrsbetriebe fast ausschließliche „Hauslieferant“ Büssing 1974 an MAN überging, wurden die ersten Standardbusse des Typs Mercedes-Benz O 305 beschafft. In den darauf folgenden 11 Jahren wurden von diesem Typ insgesamt 45 Solofahrzeuge und 20 Gelenkbusse gekauft. Im gleichen Jahr wurde das Liniennetz um den neu entstandenen Nordbereich der Universität erweitert, 1977 das neu gebaute Klinikum angeschlossen. Das Netz war inzwischen auf 435 Haltestellen angewachsen.
1978 bezogen die Verkehrsbetriebe den neu errichteten Betriebshof in der Gustav-Bielefeld-Straße, der bisherige Betriebssitz Hildebrandstr. wurde aufgegeben und die Gebäude abgerissen. Später errichtete der Versorgungsbereich der Stadtwerke dort sein Betriebsgebäude, das auch heute noch genutzt wird. Auf dem neuen Hof im seinerzeit entstehenden Industriegebiet können nun alle Fahrzeuge in einer geschlossenen Abstellhalle untergebracht werden. Nachteil: das Gelände liegt am äußeren Stadtrand und bedingt bei ein- und ausrückenden Bussen in die Stadtteile u. U. längere Leerfahrten.
1979 beschafften die Stadtwerke ihren ersten Gelenkbus, einen Mercedes-Benz O 305 G, nachdem schon zwei Jahre zuvor Gelenkbusse der Hersteller MAN und der Fellbacher Aufbaufirma Vetter (auf O 305-Basis) erprobt wurden. Der Bus verkehrte über zwei Jahre zunächst noch auf Leihbasis mit Kasseler Kfz-Kennzeichen, allerdings schon in den Hausfarben der Stadtwerke, bis dieser dann 1981 von der Stadtwerke übernommen wurde. Bis zu dem Zeitpunkt blieb dieser Gelenkbus auch ein Einzelstück, erst 1982 wurde eine Serie von 10 Fahrzeugen dieses Typs beschafft, 1983 folgten weitere 9 Fahrzeuge. Zur Unterscheidung von den Solofahrzeugen erhielten die Gelenkwagen Wagennummern im 300er-Bereich, wobei führende 3 für die Achsanzahl steht. Zur besseren Kenntlichmachung für entgegenkommende Busse hatten diese Gelenkwagen später anstelle des grünen einen gelben Logohintergrund auf der Front. Mit diesen Fahrzeugen vollzog sich nun auch im Fahrgastkomfort ein Wandel: neben zwei kurz zuvor beschafften Solofahrzeugen waren diese Gelenkbusse die ersten, die anstelle von Kunstledersitzen nunmehr mit bequemerer Velourspolsterung ausgeliefert wurden.
1984 wurden die Stadtwerke Göttingen, bis dahin Eigenbetrieb der Stadt Göttingen, rechtlich in eine Aktiengesellschaft überführt, wobei die Stadt Göttingen zunächst noch alleiniger Eigentümer blieb.
Nach Erprobungen von mehreren Vorführwagen der Fabrikate MAN, Mercedes-Benz und Kässbohrer-Setra, die schon im April 1985 begannen, kauften die Stadtwerke in den Jahren 1988–1991 insgesamt 46 Busse des Typs Mercedes-Benz O 405, die dem VÖV-Standardlinienbus 2. Generation (SL 2) entsprachen, diesen folgten noch 3 Gelenkbusse des Typs O 405 G. Diese Fahrzeuge erhielten erstmals eine elektronische Haltestellenansage und LED-Haltestellenanzeige der Fa. Wandel&Goltermann. Ebenso wurden diese Fahrzeuge damals schon mit Rußpartikelfilter ausgerüstet, aufgrund technischer Probleme mussten diese jedoch später wieder ausgebaut werden. Die letzte Serie der O 405 folgte 1991, welche sich durch eine einteilige Frontscheibe, bodentief verglaste Türen, ZF-Automatikgetriebe anstelle der Mercedes W4D, komfortablere Sitze und Matrix-Fahrzielanzeigen unterschied, während die ersten Serien noch Rollfilmanzeigen besaßen, die später umgerüstet wurden.
1992 wurden die ersten Niederflurbusse des Typs MB O 405 N (N1) beschafft. Gleichzeitig wurde sukzessive damit begonnen, die Haltestellen mit sogenannten Hochborden umzurüsten, so dass ein Niederflurbus dank seiner Kneeling-Technik auf Bordsteinniveau abgesenkt werden kann, was Gehbehinderten, Rollstuhlfahrern und Fahrgästen mit Kinderwagen das Einsteigen erleichtert. Die Hochborde bieten durch ihr abgeschrägtes Profil außerdem den Vorteil, die bei der Anfahrt an die Haltestelle anlaufenden Reifen des Busses besser vor Beschädigungen zu schützen. Teilweise werden diese Baumaßnahmen mit der Errichtung sogenannter Busschleusen und Haltestellenkaps durchgeführt, in dem man den Individualverkehr ebenfalls durch die Busbuchten führt, welcher hinter einem haltenden Bus warten muss.
In zwei Serien wurden in den Jahren 1991/92 und 1993 insgesamt 20 Solo- und zwei Gelenkbusse (O 405 GN), ausschließlich in der Podestvariante (N1 bzw. GN1), geliefert.

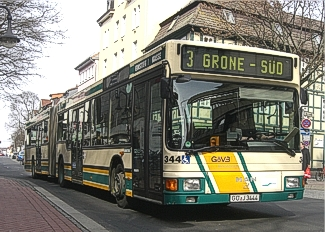
MAN NG 312, Wagen 344, Göttingen, 2011

1994 wurde begonnen, die seinerzeit reine Mercedes-Flotte durch MAN-Niederflurbusse des Typs NL 202 bzw. NG 272 (jeweils in der podestarmen Ausführung) zu ersetzen. Zunächst bleibt es bei einem Solo- und drei Gelenkbussen; der Solowagen blieb bis zu seiner Ausmusterung im August 2007 auch der einzige seiner Art im Fuhrpark, da aufgrund der kurz bevorstehenden Umstellung des Liniennetzes vorwiegend Gelenkzüge benötigt wurden. Von 1996 bis 1999 wurde die Flotte jährlich um weitere Niederflur-Gelenkbusse von MAN erweitert, dieses Mal stärker motorisiert, so dass am Ende 19 Fahrzeuge dieser Serie im Bestand waren. Zwischenzeitlich trat 1995 die erste Busfahrerin den Dienst bei den Verkehrsbetrieben an.
1997 wurden AEG-Bordrechner (später ADtranz) eingeführt. Diese läuteten das Ende von Abrissfahrscheinen und Entwerterzangen ein und ermöglichen erstmals über die elektronische Kasse den Verkauf aller Fahrkarten, also auch Mehrfahrten- und Zeitkarten im Bus. Nebenbei steuern sie die Fahrscheinentwerter und vereinfachen den Abrechnungsvorgang. Die Geräte steuern auch die gesamte Fahrgastinformation über eine Wegstreckenmessung, wie Fahrzielanzeigen außen, Haltestellenanzeige und Ansage, die bis dahin durch den Fahrer bedient werden musste. Ebenso ist über die Bordrechner eine Positionsbestimmung des Busses durch die Leitstelle und eine Grünanforderung an Ampeln bzw. auch die Bedienung automatisch versenkbarer Poller möglich, die in Göttingen an einigen Stellen (z. B. im Bereich der Norduni) verwendet wurden und die bei Annäherung des Busses die Fahrbahn freigeben.

### 1998 bis heute

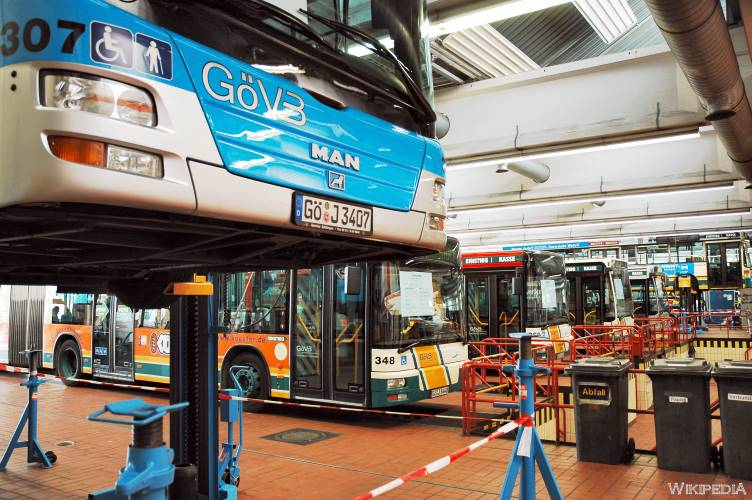
Buswerkstatt der GöVB

1998 wurde das gesamte Liniennetz neu organisiert. Dabei wurden Strecken zusammengefasst, Haltestellen entfernt und/oder neu angelegt bzw. umbenannt (siehe unten). Ebenso wurde die in der Öffentlichkeit stark umstrittene Modernisierung des ZOB abgeschlossen.
1999 wurde der Verkehrsverbund Süd-Niedersachsen (VSN) gegründet. Den Kunden konnte nun ein einheitliches Tarifsystem angeboten werden, so dass für Fahrten mit verschiedenen Verkehrsmitteln nur ein Fahrschein benötigt wird. Nachteilig wirkte sich dies für Jugendliche aus, da die Altersgrenze für vergünstigte Kinderfahrscheine im Stadtgebiet für die kommenden Jahre von 15 auf 11 Jahre herabgesetzt wurde. Ebenso wurden im Stadtgebiet keine Mehrfahrtenkarten für Studenten, Rentner sowie einkommensschwache Gruppen mehr angeboten. Der Stadttarif (Preisstufe „GÖ“) wurde aber dahingehend geändert, dass der Einzelfahrschein innerhalb 60 Minuten für beliebige Fahrten und Fahrtunterbrechungen benutzt werden darf, was aufgrund der Richtungsbindung zuvor nicht möglich war.
1997 begann die Einführung von Bordcomputern. Ein damit verbundenes Busbeschleinungsprogramm wurde 2000 (vorerst) zu Ende gebracht. Es wurden vereinzelt Busspuren und Busschleusen eingerichtet.  2019 startete schrittweise eine Lichtsignalanlagenmodernisierungsphase auf Systeme von (primär) Stührenberg, die nebst LED-Technik und optischen Detektoren auch mit Receiver für Busverkehrvorrangschaltung ausgestattet sind.
2003 wurden die Göttinger Verkehrsbetriebe GmbH (GöVB) durch den Anteilverkauf der Stadtwerke Göttingen AG durch die Stadt Göttingen rechtlich eigenständig, bleiben aber dennoch durch Beherrschungsverträge Tochterunternehmen der Stadtwerke. Zwischenzeitlich war ein Zusammenschluss mit der DB Stadtverkehr GmbH und die Gründung eines gemeinsamen Regionalverkehrs geplant, der aus kartellrechtlichen Gründen jedoch verworfen wurde.
Ende 2005 beschafften die GöVB die ersten 9 Fahrzeuge des Typs Van Hool New A 320 sowie einen MAN Lion’s City G (NG 313). Mit der Beschaffung vollzog sich auch ein grundlegender Wandel im öffentlichen Auftritt des Unternehmens, da man nun auch von der schon antiquiert wirkenden Elfenbeinlackierung abkehrte, welche den ÖPNV bis in die 1970er Jahre prägte. Die neuen Fahrzeuge wurden erstmals in hellblauer Lackierung geliefert, wobei Stoßfänger und GöVB-Emblem in silbergrau lackiert sind. Ebenso wurde damit begonnen, das Bordrechnersystem durch Geräte der Fa. IVU zu modernisieren.
2007 bekam die GöVB 2 weitere Fahrzeuge des Typs Mercedes-Benz Citaro G (O 530 G), nunmehr mit Euro-5-Motoren, geliefert. Außerdem fanden 14 Van Hool New A 330 den Weg zur GöVB, die erstmals über eine Klimaanlage und einen seitlich angeordneten Turmmotor verfügen. Im Gegensatz zur ersten Lieferung von 2005, die noch in einer Low-Entry-Version mit MAN-Motoren geliefert wurde, erhielt diese Serie DAF-Motoren und erstmals Voith-Automatikgetriebe. Zur damals aufkommenden Feinstaubdiskussion war der politische Wille, Fahrzeuge mit alternativen Antrieben wie Erdgasmotoren zu beschaffen. Dies scheiterte an der mangelnden Infrastruktur, den hohen Investitionskosten dafür, aber auch der mangelnden Serienreife vieler alternativer Antriebstechniken. Man blieb daher bei konventionellen Dieselmotoren, die jedoch hinsichtlich ihrer Abgasemissionen alternativen Antrieben nahekommen. DAF war seinerzeit der einzige Motorenhersteller, der Euro-5-Standard ohne Zusätze für die Abgasnachbehandlung anbot, wenn auch die nahezu zeitgleich beschafften Citaro-Gelenkzüge auf Zusätze angewiesen waren. Im Gegenzug wurden die Mercedes-Benz O 405 N und der einzige MAN NL 202 ausgemustert. Die Mercedes-Busse gingen zunächst mehrheitlich an die NVG, die bis September 2015 als Subunternehmen ausschließlich im Auftrag der GöVB fuhr und waren bis etwa 2010 noch dort im Einsatz. Zwei weitere O 405 N und der einzige Solo-MAN blieben ebenfalls in Göttingen bei einem gemeinnützigen Busbetrieb für Schul- und Behindertenfahrten.

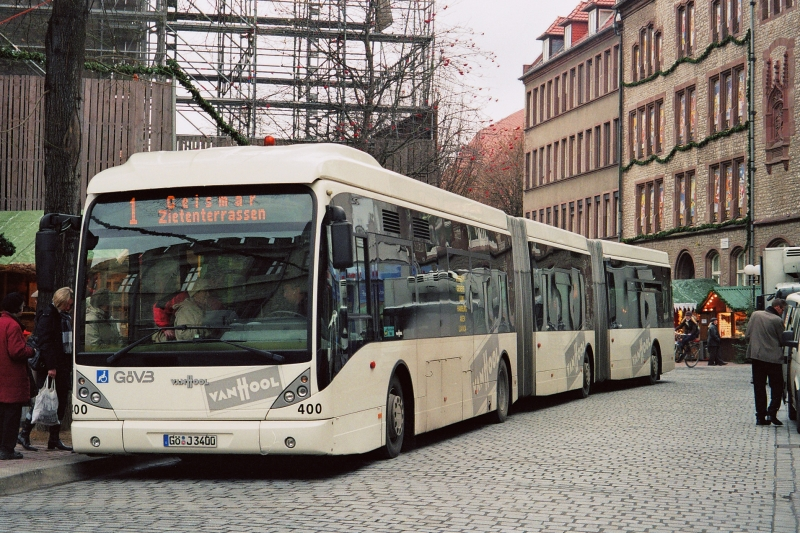
Versuchsweise wird Ende 2007 ein Doppelgelenkbus des Typs Van Hool AGG 300 in Göttingen eingesetzt

Im Dezember 2007 wurde versuchsweise ein Van Hool Doppelgelenkbus des Typs AGG 300 ausschließlich auf der Linie 1 eingesetzt. Hintergrund des Versuchsbetriebs war die Überlegung, mit diesen Fahrzeugen der starken Fahrgastnachfrage auf der Linie 1 gerecht zu werden. Da die Infrastruktur wie z. B. die Länge der Werkstattgruben im Betriebshof oder die der Haltestellenbuchten keinen Einsatz für einen 25-m-Bus ermöglicht, blieb es bei dem Versuch. Nachteilig beim Vorführfahrzeug war, dass aufgrund der fehlenden Türautomatik die letzte Tür gesperrt werden musste, was sich nachteilig auf den Fahrgastwechsel an Haltestellen auswirkte.
2008 wurden die Citaro der GöVB durch zwei weitere Solofahrzeuge, erstmals wieder in 3-türiger Ausführung ergänzt.
Anfang 2009 wurde die Altersgrenze für ermäßigte Fahrscheine wieder von 11 auf 14 Jahre erhöht, wobei dies für das gesamte Verbundgebiet galt. Im Oktober 2009 wurde die Flotte um vier Gelenkbusse des Typs MB Citaro II erweitert, die erstmals anstelle der bisher verwendeten Punktmatrix-Haltestellenanzeigen zwei Windows-gesteuerte TFT-Bildschirme aufweisen, die im Gegensatz zu den anderen Haltestellenanzeigen die nächsten vier Haltestellen anzeigen.
Zur Verbesserung der Orientierung, insbesondere von auswärtigen Fahrgästen, die Fahrplaninformationen mittels Online-Auskunft einholen, wurden Juli 2010 auf den Linien 4 und 14 die Haltestellen Zeppelinstraße in Windausweg und Eiswiese in Badeparadies Eiswiese umbenannt.

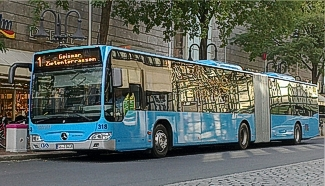
Citaro II der Lieferserie 2011

Im Oktober 2010 haben die GöVB weitere 3 Gelenkbusse des Types Mercedes-Benz Citaro II G beschafft, im Oktober 2011 und ein Jahr später, im November 2012, folgten jeweils weitere 4 Gelenkwagen gleichen Typs.
Am Anfang des Jahres 2011 wurden an allen innenstädtischen Haltestellen in Kooperation mit der Stadt Göttingen Dynamische Fahrgastinformationssysteme für 430.000 Euro installiert.
Mit dem Jahreswechsel 2014/2015 änderte die Stadt Göttingen die Konzernstruktur: Die Göttinger Verkehrsbetriebe GmbH wurden aus der Stadtwerke Göttingen AG ausgegliedert und ist nun nicht mehr deren Tochterunternehmen. Die Göttinger Versorgungs- und Verkehrsbetriebe GmbH (GöVV) wurde als hundertprozentiges Tochterunternehmen der Stadt Göttingen gegründet. Diese Holding ist seitdem alleinige und direkte Eigentümerin der Göttinger Verkehrsbetriebe und hält außerdem 50,1 Prozent der Anteile an der Stadtwerke Göttingen AG. (Die übrigen Anteile an den Stadtwerken Göttingen verbleiben weiterhin bei der EAM (EAM Beteiligungen GmbH) und Gelsenwasser.)
Mit der Rücknahme von der Fremdvergabe von Fahrleistungen übernimmt die GöVB seit Oktober 2015 wieder alle Fahrleistungen im Linienverkehr (außer Linientaxi) selbst.

## Liniennetz
Das Göttinger Liniennetz ist ein sternförmiges Netz (Radialnetz), welches überwiegend aus Durchmesserlinien besteht. Mittelpunkt des Liniensterns bildet dabei seit 1972 das Stadtzentrum mit dem sogenannten Busring und den zentralen Haltestellen Weender Straße, Markt, Kornmarkt und Jüdenstraße, die im Einbahnstraßensystem parallel um die Haupteinkaufsstraße, die Weender Straße, befahren werden. Etwa 70 Prozent der Fahrgäste haben die Innenstadt zum Ziel.

### Entwicklung des Liniennetzes bis 1998
Das erste Streckennetz von 1927 bestand aus drei Linien. Die damaligen Linienverläufe werden teils auch heute noch gefahren:
- Linie 1: Kasernen ↔ Zentrum ↔ Bahnhof
- Linie 2: Rohns ↔ Kliniken ↔ Zentrum ↔ Grone
- Linie 3: Weende ↔ Zentrum ↔ Geismar

Ab 1952 wurden bereits 16 Fahrzeuge auf sechs Linien eingesetzt. Nach der Eingemeindung von (u. a.) Weende, Nikolausberg, Grone und Geismar wurden weitere Linien eingerichtet. So wurde z. B. am 27. September 1964 die Linie 18 nach Nikolausberg eingeweiht.
Dieses Netz blieb bis zur Umstellung im Jahr 1998 in seiner Struktur jedoch weitgehend unangetastet, auch wenn es mit der Erschließung von Klinikum und Norduni zahlreiche Erweiterungen erfuhr. Anfang der 1990er Jahre kam mit der Linie 26 (später in etwa Linie 12) die erste Tangentiallinie hinzu, die nicht den Stadtkern berührt.
Das Liniennetz bis 1998 bestand zuletzt aus 29 Linien, davon 25 regulären Buslinien inkl. der Linie A (Ausflugslinie) zum Kehr, sowie dem Park + Ride-Verkehr samstags und den beiden Nachtlinien 28/29 (Nacht von Samstag auf Sonntag).
Der Nachteil dieses Netzes war, dass durch Neuaufnahmen oder Verlängerungen von Linien und Eingemeindungen der Vororte im Laufe der Jahrzehnte ein ziemlicher Wildwuchs entstand. Der damalige Liniennetzplan, ungünstigerweise auch nur einfarbig dargestellt und stilistisch sehr verzerrt, war auch für Ortskundige sehr unübersichtlich. Viele Wohngebiete wurden gleich durch mehrere Linien bedient, so fuhren ab Holtenser Berg allein vier Linien (1, 7, 15 und 26), neun Linien hatten sogar den Ortsteil Geismar zum Ziel (2, 4, 5, 6, 11, 12, 13, 14 und 26, Vergleich später 1, 2, 4, 12 und 13).
So kam es zu unnötigen Parallelfahrten und Überschneidungen vieler Linien; einige Linien fuhren teilweise auf der Hälfte ihres Linienwegs gemeinsam, dafür jedoch nur im Stundentakt, wie beispielsweise die Linien 5 und 6 im südlichen Teil, so dass schon aus Gründen der betrieblichen Optimierung und auch der Übersichtlichkeit ein neues Liniennetz erforderlich wurde, das mit weniger Linien auskommt. Auch machten die zunehmenden Verkehrsberuhigungsmaßnahmen eine Neuplanung erforderlich, da die Fahrzeiten nicht mehr einzuhalten waren.
Bis November 1998 wurden in Göttingen folgende Linien bedient:
| Linie | Streckenverlauf | HVZ-Takt  |
| ----- | --- | --------- |
| 1     | Holtenser Berg ↔ Königsallee ↔ Zentrum ↔ Eichendorffplatz ↔ Herzberger Landstr. (Rohns)                                     | 15 min    |
| 2     | Weende-Nord ↔ Zentrum ↔ Keplerstraße ↔ Geismarlandstraße ↔ Geismar-Süd ↔ Geismar-Charlottenburger Str.                      | 30 min    |
| 3     | Weende-Nord ↔ Zentrum ↔ Stadtfriedhof ↔ Grone (abends: Grone-Süd)                                                           | 30 min    |
| 4     | Leineberg ↔ Bahnhof ↔ Zentrum ↔ Schillerstraße ↔ Mittelberg ↔ Geismar-Schöneberger Str.                                     | 30 min    |
| 5     | Zietenkaserne ↔ Stadthalle ↔ Zentrum ↔ Treuenhagen ↔ Geismar-Schöneberger Str                                               | 60 min    |
| 6     | Klausberg ↔ Zentrum ↔ Treuenhagen ↔ Geismar-Schöneberger Str.                                                               | 60 min    |
| 7     | Lohberg-Himmelsruh ↔ Zentrum ↔ Güterbahnhofstr. ↔ Holtenser Berg ↔ Holtensen                                                | 30 min    |
| 8     | Weende-Ost ↔ Klinikum ↔ Waldweg ↔ Theaterplatz ↔ Zentrum ↔ Bahnhof ↔ Grone-Nord (Betriebshof) (abends: Elliehausen/Esebeck) | 20 min    |
| 9     | Grone-Süd ↔ Stadtfriedhof ↔ Zentrum ↔ Nikolausberger Weg ↔ Klausberg                                                        | 30 min    |
| 10    | Bahnhof ↔ Zentrum ↔ Goßlerstraße ↔ Klinikum ↔ Herberhausen                                                                  | 30 min    |
| 11    | Geismar-Schöneberger Str. ↔ Stadthalle ↔ Zentrum ↔ Bahnhof                                                                  | 60 min    |
| 12    | Klinikum-West ↔ Zentrum ↔ Stadthalle ↔ Geismar-Charlottenburger Str.                                                        | 30 min    |
| 13    | Industriegebiet ↔ Godehardstr. ↔ Zentrum ↔ Treuenhagen ↔ Geismar-Süd                                                        | 30 min    |
| 14    | Leineberg ↔ Bahnhof ↔ Zentrum ↔ Lotzestraße ↔ Geismar-Süd                                                                   | 30 min    |
| 15    | Lohberg-Himmelruh ↔ Stadthalle ↔ Zentrum ↔ Bahnhof ↔ Königsallee ↔ Holtenser Berg                                           | 60 min    |
| 16    | Universität-Nord ↔ Klinikum ↔ Waldweg ↔ Zentrum ↔ Lohberg-Himmelsruh                                                        | 30 min    |
| 17    | Weende ↔ Zentrum ↔ Stadtfriedhof ↔ Grone-Süd                                                                                | 30 min    |
| 18    | Nikolausberg ↔ Goßlerstraße ↔ Auditorium ↔ Bahnhof                                                                          | 30 min    |
| 19    | Göttingen-Bahnhof ↔ Rosdorf (Gemeinschaftsverkehr Stadtwerke/RBB)                                                           | –         |
| 20    | Göttingen-Bahnhof ↔ Bovenden (Gemeinschaftsverkehr Stadtwerke/RBB)                                                          | –         |
| 21    | Bahnhof ↔ Elliehäuser Weg ↔ Holtensen (Regionalverkehr)                                                                     | –         |
| 22    | Bahnhof ↔ Elliehausen ↔ Esebeck (Regionalverkehr)                                                                           | –         |
| 23    | Bahnhof ↔ Stadtfriedhof ↔ Groß Ellershausen ↔ Hetjershausen ↔ Knutbühren (Regionalverkehr)                                  | –         |
| 24    | Bahnhof ↔ Weende-Krankenhaus ↔ Roringen (Regionalverkehr)                                                                   | –         |
| 26    | Geismar Schöneberger Str. ↔ Lohberg ↔ Theaterplatz ↔ Klinikum ↔ Uni-Nord ↔ Weende ↔ Holtensen ↔ Holtenser Berg              | 30 min    |
| A     | Zentrum ↔ Stadthalle ↔ Herzberger Landstr. ↔ Hainholzhof/Kehr (Ausflugslinie, betriebsintern Linie 25)                      | –         |
| P+R   | Maschpark → Zentrum → Maschpark (nur Sa.)                                                                                   | 10 min    |
| 28    | Geismar-Schöneberger Str. ↔ Grone-Nord (Nachtbuslinie, nur von Samstag auf Sonntag)                                         | 2 Fahrten |
| 29    | Holtenser Berg ↔ Weende-Nord (Nachtbuslinie, nur von Samstag auf Sonntag)                                                   | 2 Fahrten |

Überwiegend wurden die Linien während der Hauptverkehrszeit (HVZ, an Schultagen Mo–Fr 6–20 Uhr) im Halbstundentakt angeboten, lediglich die Linien 1 und 8 wiesen mit 15/20-minütigem Takt eine höhere Fahrtendichte auf. Die Linien 5 und 6 fuhren stündlich, wobei sie im Bereich Geismar/Treuenhagen jeweils um eine halbe Stunde versetzt waren, womit zumindest auf Fahrten zwischen Geismar und Stadtzentrum ein Halbstundentakt bestand. Die Linien im Überland- und Ausflugsverkehr waren nicht in eine Taktlage eingebunden und wurden im Gemeinschaftsverkehr durch weitere Überlandbuslinien mit bedient. Im Schul- und Berufsverkehr wurden zusätzlich Einsatzwagen bereitgestellt, welche zunächst als Verstärker für die regulären Buslinien verkehrten und dann bestimmte Schulen oder das Industriegebiet zum Ziel hatten.
Ein Teil der Linien (z. B. 13, 15, 16, 17 und 26) verkehrte nur werktags in der Hauptverkehrszeit, wobei die entfallenen Fahrten bzw. eingekürzten Teilstrecken abends oder an Feiertagen durch geänderte Kurse anderer Linien übernommen wurden, sofern in dem Gebiet kein alternativer Busanschluss bestand. Ebenso gab es während der Sommerferien Einschränkungen im Fahrplanangebot. In dieser Zeit konnte auch auf den Einsatz von Gelenkbussen verzichtet werden (Ausnahme Linie 19/20).
Die Bedienung der Linien 19 und 20 erfolgte im Gemeinschaftsverkehr zwischen dem Bahnbus (ab 1989: Regionalbus Braunschweig GmbH -RBB-) und den Stadtwerken. Für Fahrten in die Flecken Bovenden und Rosdorf galt ein besonderer Tarif.
Die Linien 21 bis 24 wurden überwiegend von Regionalbussen des Bahnbusses bzw. RBB im Rahmen der eigenen Linienfahrten bedient. So bediente beispielsweise die Linie 2642 (heute 210) Göttingen – Holzminden bis Holtensen den Stadtverkehr als Linie 21 oder die Linie 2554 (heute 120) Göttingen – Hann. Münden bis Hetjershausen/Knutbühren die Linie 23 mit. Im Rahmen dieser Verkehrsgemeinschaft galten die Fahrscheine der Stadtwerke, die auch in den RBB-Bussen anstelle der sonst verwendeten Drucker-Fahrscheine verkauft wurden, um die Einnahmen trennen zu können. Die RBB fuhr im Stadtbereich gewissermaßen als Sub-Unternehmer im Auftrag der Stadtwerke. Der Einsatz von Stadtbussen auf diesen Linien war eher die Ausnahme. Stadtbusse fuhren, wenn seitens der regionalen Verkehrsträger kein Angebot bestand, beispielsweise in den Abendstunden. Außerhalb dieser Linien (Richtung Reinhausen/Gleichen) war es den regionalen Verkehrsunternehmen, zu denen auch private Konzessionsträger zählten, untersagt, Fahrgäste innerhalb des Stadtgebietes zu befördern. Erst mit Einführung des Verkehrsverbundes Süd-Niedersachsen (VSN) am 1. April 1999 änderte sich diese Praxis.

### Das modernisierte Netz von 1998
Mitte der 1990er Jahre begannen Vertreter von Stadtwerke, Stadtrat und einer Hannoveraner Planungsgesellschaft damit, Planungen für das neue Liniennetz unter dem Arbeitstitel „Göttinger Nahverkehr 2000“ vorzunehmen. Die Gründe für ein neues Liniennetz waren vielschichtig: durch die vielen Änderungen und Erweiterungen in den Jahren zuvor war es bis an seine Grenzen ausgereizt und nicht mehr nach Plan befahrbar, so dass es selbst bei normalem Verkehrsaufkommen ständig zu Verspätungen kam und Anschlüsse nicht gehalten werden konnten. Ferner bestand der Wunsch, Bahnhof, Klinikum und neues Rathaus besser an das Busnetz anzubinden. Außerdem sollten im künftigen Stadtbusnetz die außerhalb des fest bebauten Stadtkerns liegenden Orte an das Zentrum angebunden werden, da die teils gemeinsam betriebenen Linien 18 bis 24 von RBB bzw. Stadtwerken ohne Anbindung des Zentrums den Bahnhof anfuhren. Größtenteils wurden bei der Neuplanung im Richtungsband befahrenen Streckenteilen auch Schleifenfahrten vermieden, wo Busse Haltestellen nur in einer Fahrtrichtung bedienen. Bis auf wenige Ausnahmen im Bereich der Endpunkte verkehren die Linien in beiden Richtungskursen auf dem gleichen Linienweg.
Auch sollten neu erschlossene Wohn- und Gewerbegebiete wie die seinerzeit modernisierten Zietenterrassen (entstanden aus der zuvor aufgegebenen Zieten-Kaserne der Bundeswehr), das Kiessee-Carrée (Pastor-Sander-Bogen) oder der Kaufpark (damals als Fachmarktzentrum bezeichnet) in das Netz eingebunden werden. Im Kiessee-Carrée wurde jedoch kein busgerechter Straßenverlauf berücksichtigt, so dass es aufgrund der mäandernden Straßenverläufe unmöglich war und ist, dieses Gebiet mit Bussen zu befahren.
Ergebnis der Planungen war ein deutlich gestrafftes Netz von 26 auf nunmehr zwölf Buslinien, womit die Anzahl der Direktfahrten zwar erheblich sank, die Bedienhäufigkeit aber teilweise auf einen Viertelstundentakt erhöht wurde. Teilweise wurden in der Planung Linien gesplittet und zur Unterscheidung der Kurse mit zweistelligen Nummern bezeichnet, wie z. B. der Kurs der Linie 3 von Grone nach Weende als Linie 31 und Bovenden als Linie 32. Ähnliches bei der Linie 13, die im ersten Planungsentwurf noch als Linie 71/72 zwischen dem Fahrziel Bahnhof und Esebeck wechselte. Wie schon erwähnt, wurden die umliegenden Ortsteile Nikolausberg, Roringen, Herberhausen, Groß Ellershausen, Hetjershausen, Knutbühren, Elliehausen und Esebeck mit der Innenstadt angebunden. Gleiches galt für den Flecken Bovenden und Rosdorf. Das neue Liniennetz war auch besser auf den Regionalverkehr abgestimmt. Schon auf den Haupteinfallstraßen wurden Umsteigepunkte angeboten, so dass unnötige Fahrten zum ZOB vermieden werden konnten.
Erstmals sahen die Planungen neben der Linienbusbedienung als Hauptbetriebsform auch einen Bedarfsverkehr durch ein Anruf-Sammeltaxi (AST) vor, da es in einem Fall aufgrund der geringen Fahrgastnachfrage und erforderlichen Pausenzeiten an den Endhaltestellen nicht möglich war, den Bus ab Hetjershausen weiter bis Knutbühren zu führen. Aufgrund massiver Probleme, die durch das beauftragte Taxiunternehmen verursacht wurden, und daraus folgender Fahrgastproteste, wurde diese Betriebsform in ein Linientaxi umgewandelt. Weitere Linientaxiverkehre folgten, in den Abendstunden wurden die Orte Holtensen und Roringen ebenfalls durch ein Linientaxi bedient.
| Linie | Streckenverlauf |
| ----- | --- |
| 1     | Holtenser Berg ↔ Godehardstr. ↔ Zentrum ↔ Treuenhagen ↔ Geismar/Vor dem Walde                                        |
| 2     | Weende-Nord ↔ Zentrum ↔ Geismarlandstr. ↔ Geismar-Charlottenburger Str.                                              |
| 3     | Weende-Nord ↔ Zentrum ↔ Stadtfriedhof ↔ Grone-Süd                                                                    |
| 4     | Geismar-Schöneberger Str. ↔ Lohberg ↔ Eiswiese ↔ Zentrum ↔ Bahnhof ↔ Grone-Süd ↔ Kauf Park                           |
| 5     | (Knutbühren AST-) Hetjershausen/Groß Ellershausen ↔ Stadtfriedhof ↔ Zentrum ↔ Goßlerstraße ↔ Uni Nord ↔ Nikolausberg |
| 6     | Klausberg ↔ Albaniplatz ↔ Zentrum ↔ Stadtfriedhof ↔ Grone                                                            |
| 7     | Geismar-Schöneberger Str. ↔ Albaniplatz ↔ Zentrum ↔ Bahnhof (West) ↔ Maschmühlenweg ↔ Holtensen                      |
| 8     | Weende-Ost ↔ Klinikum ↔ Theaterplatz ↔ Zentrum ↔ Bahnhof ↔ Grone-Nord                                                |
| 9     | Leineberg ↔ Zentrum ↔ Nikolausberger Weg ↔ Ostviertel (Rohns)                                                        |
| 10    | Herberhausen/Roringen ↔ Weender Krankenhaus ↔ Bahnhof                                                                |
| 11    | Papenberg ↔ Zietenterrassen                                                                                          |
| 12    | Holtenser Berg ↔ Weende ↔ Klinikum ↔ Bahnhof ↔ Lohberg ↔ Zietenterrassen                                             |
| 13    | Geismar-Süd ↔ Friedländer Weg ↔ Zentrum ↔ Bahnhof ↔ Industriegebiet ↔ Elliehausen/Esebeck (im Wechsel)               |
| 14    | Bovenden ↔ Weende-Freibad ↔ Zentrum ↔ Eiswiese ↔ Rosdorf                                                             |
| A     | Hainholzhof ↔ Herzberger Landstr. ↔ Albaniplatz ↔ Zentrum ↔ Bahnhof                                                  |

### Das Liniennetz 1998 bis 2014

Logo bis 2013

Steigender Kostendruck und Fahrgastzahlen, die unter den Annahmen blieben und in den vergangenen Jahren weiter sanken, führten dazu, dass das Liniennetz und Fahrplanangebot an einigen Stellen der schwachen Nachfrage angepasst werden musste. Der Betriebsschluss wurde um etwa eine halbe Stunde vorverlegt, so dass die Linienfahrten werktags in der Regel schon vor Mitternacht enden, was bei einer Stadt dieser Einwohnergröße außergewöhnlich ist. Auch einzelne Linien waren von Angebotskürzungen betroffen. So wurde die Linie 6, die anfänglich im Viertelstundentakt verkehrte, auf dem halben Linienast zwischen Zentrum und Grone eingestellt und nur noch halbstündlich vom Klausberg bis zum Bahnhof geführt. Die Linie 5 übernahm deren Bedienung in Grone. Die Linie 11 wurde komplett eingestellt, anstelle dessen wurde die Linie 8 wechselweise über Papenberg und Weende-Ost geführt. Eingestellt wurde auch die Linie A zum Hainholzhof und der P+R-Verkehr an Samstagen durch eigens dafür vorgesehene Linienfahrten. Dieser wird zwischen der Haltestelle Schützenplatz und der Innenstadt nunmehr täglich durch die regulär verkehrenden Linien mit bedient. Gegenüber der früheren Situation stellt dies eine erhebliche Verbesserung dar, da neben der täglichen Bedienung in der Hauptverkehrszeit zehn Fahrten pro Stunde angeboten werden. Dies kommt neben der Einzelhandelskundschaft nunmehr auch den in der Innenstadt beschäftigten Personen aufgrund der dort sehr eingeschränkten Parkmöglichkeiten zugute. In der Vorweihnachtszeit verkehrt ein Adventsshuttle an Samstagen im Zehnminutentakt vom Schützenplatz in die Innenstadt. Die Finanzierung erfolgt durch die Stadt Göttingen  und die Benutzung ist für Fahrgäste kostenlos.
Von der Regionalbus Braunschweig GmbH (RBB) wurden die Fahrten zwischen Bovenden bzw. Rosdorf und dem Göttinger Bahnhof innerhalb dieses Bereiches von 1999 bis 2001 als Linie 15 geführt.
Um auf bestimmten Kursen Gelenkwagen einzusparen, die höhere Betriebskosten verursachen, ging man 2008 bei einigen Solofahrzeugen dazu über, durch die Entfernung von einzelnen Sitzbänken die Stehplatzkapazität für die Fahrgastspitzen im Schul- und Berufsverkehr zu erhöhen.
Nach den Sommerferien 2010 wurde die Linienführung der Linie 9 geändert. Sie führt auf der Hin- und Rückfahrt über das Asklepios Fachklinikum Göttingen. Deren Haltestelle wurde „Asklepios“ genannt. Diese Änderung wurde übernommen, um einerseits die Fachklinik, aber auch den südlichen Teil des Leinebergs besser an das Stadtbusnetz anzubinden.
Ab August 2013 kommt es aus finanziellen Gründen zu weiteren Fahrplanausdünnungen. Die Linie 7 entfällt abends auf dem Abschnitt Holtensen–Bahnhof; deren Haltestellen werden nun durch Linien 1 und 13 bedient. Die Endhaltestellen der Linien 6/9 wurden für die SVZ getauscht; die 6 fährt dann zwischen Klausberg–Leineberg und die 9 zwischen Rohns–Bahnhof. Auf Linie 10 wird die Doppeltanfahrung Herberhausen vermieden.
| Linie | Streckenverlauf | Halte- stellen | Länge km | HVZ-Takt |
| ----- | --- | -------------- | -------- | -------- |
| 1     | Holtenser Berg ↔ Godehardstr. ↔ Zentrum ↔ Treuenhagen ↔ Kiesseestr. ↔ Zietenterrassen                              | 30             | 10,9     | 15 min   |
| 2     | Weende-Nord ↔ Zentrum ↔ Geismarlandstr. ↔ Geismar-Charlottenburger Str.                                            | 29             | 10,3     | 30 min   |
| 3     | Weende-Nord ↔ Zentrum ↔ Stadtfriedhof ↔ Grone-Süd ↔ Grone                                                          | 31             | 10,4     | 30 min   |
| 4     | Geismar-Schöneberger Str. ↔ Lohberg ↔ Eiswiese ↔ Zentrum ↔ Bahnhof ↔ Grone-Süd ↔ Kauf Park                         | 37             | 12,3     | 30 min   |
| 5     | (Knutbühren-) Hetjershausen/Groß Ellershausen ↔ Grone ↔ Zentrum ↔ Goßlerstr. ↔ Uni Nord ↔ Nikolausberg             | 40             | 16,2     | 30 min   |
| 6     | Klausberg ↔ Albaniplatz ↔ Zentrum ↔ Bahnhof                                                                        | 16             | 5,2      | 30 min   |
| 7     | Zietenterrassen ↔ Albaniplatz ↔ Zentrum ↔ Bahnhof (West) ↔ Maschmühlenweg ↔ Holtensen                              | 28             | 11,4     | 30 min   |
| 8     | Weende-Ost/Papenberg (im Wechsel) ↔ Klinikum ↔ Theaterplatz ↔ Zentrum ↔ Bahnhof ↔ Grone-Nord                       | 29             | 10,8     | 15 min   |
| 9     | Leineberg ↔ Asklepios ↔ Zentrum ↔ Nikolausberger Weg ↔ Ostviertel (Rohns)                                          | 20             | 6,8      | 30 min   |
| 10    | Herberhausen/Roringen ↔ Weender Krankenhaus ↔ Bahnhof                                                              | 24             | 12,8     | 30 min   |
| 12    | Holtenser Berg ↔ Weende ↔ Klinikum ↔ Bahnhof ↔ Lohberg ↔ Geismar Schöneberger Str.                                 | 32             | 14,1     | 30 min   |
| 13    | Geismar-Süd ↔ Friedländer Weg ↔ Zentrum ↔ Bahnhof ↔ Industriegebiet ↔ Elliehausen ↔ Kauf-Park/Esebeck (im Wechsel) | 39             | 17,3     | 30 min   |
| 14    | Bovenden ↔ Weende-Freibad ↔ Zentrum ↔ Eiswiese ↔ Rosdorf                                                           | 34             | 15,8     | 60 min   |

### Campus-Linie
Die Campus-Linie verkehrte zunächst probeweise Montags bis Freitags vom 1. Oktober 2010 bis 1. April 2011 als sogenannte Schnellbuslinie S 5.
Seit dem Wintersemester 2011/2012 verkehrte die Linie als Campus-Linie 51 weiter.
| Linie | Streckenverlauf                                    | Haltestellen | HVZ-Takt |
| ----- | -------------------------------------------------- | ------------ | -------- |
| 51    | Campus-Linie Bahnhof ↔ Campus ↔ Uni-Nord ↔ Faßberg | 9            | 30 min   |

### Nachtbuslinien
Die beiden Nachtbuslinien fuhren nur in den Nächten von Freitag auf Samstag, sowie von Samstag auf Sonntag zwischen 1:00 und 3:30 Uhr, sowie am Sonntagmorgen (6:00 bis 9:00 Uhr) vor Betriebsbeginn der regulären Linien. Mit der Umstellung des Liniennetzes wurde das Angebot auf die Frühfahrten erweitert.
| Linie | Streckenverlauf                                             | Haltestellen |
| ----- | ----------------------------------------------------------- | ------------ |
| 28    | Grone → Zentrum → Himelsruh → Zietenterrassen               | 34 (26)      |
| 28    | Zietenterrassen → Zentrum → Leineberg → Grone/Süd → Grone   | 34 (37)      |
| 29    | Weende-Nord → Zentrum → Holtensen → Holtenser Berg          | 30 (34)      |
| 29    | Holtenser Berg → Zentrum → Robert-Koch-Straße → Weende-Nord | 32 (23)      |

### Das Netz ab 2014
Zum 1. November 2014 wurde ein überarbeitetes Liniennetz eingeführt. Zu den wesentlichen Änderungen gehören eine bessere Anbindung des Bahnhofs für Pendler und Schüler am Morgen, bessere Anbindung des Nordbereichs der Universität und Einführung neuer Nachtbusse durch die Einführung des Semestertickets, mehr Verbindungen zum Kauf Park und in den Bereich der Zietenterrassen. Außerdem sollen die Umsteigemöglichkeiten systematisiert und neue, logischere Liniennummern eingeführt werden. Im April 2015 wurde das neue Liniennetz optimiert, d. h. Abfahrtszeiten wurden verändert, und der Linienweg von Linie 11 wurde verlängert (Umlegung der Endhaltestelle von Schöneberger Straße in Geismar auf Grete-Henry-Straße auf den Zietenterrassen) sowie der Linienweg von Linie 33 verkürzt (Umlegung der Endhaltestelle von Lenglerner Straße in Holtensen auf Europaallee in Holtenser Berg).
Seit Juni 2017 wird wieder der Hainholzhof zunächst probeweise bis Oktober 2017 an Wochenenden durch die Verlängerung der Buslinie 73 bedient.
Die Linien verlaufen wie folgt:
| Linie | Streckenverlauf | Ersetzt      |
| ----- | --- | ------------ |
| 11    | Holtenser Berg ↔ Hagenberg ↔ Weststadt ↔ Schützenplatz ↔ Zentrum ↔ Treuenhagen ↔ Geismar (bis April 2015 Endhaltestelle) ↔ Zietenterrassen | 1, 7         |
| 12    | Holtensen ↔ Holtenser Berg ↔ Weststadt ↔ Schützenplatz ↔ Zentrum ↔ Treuenhagen ↔ Geismar-Süd ↔ Geismar-Charlottenburger Straße             | 1, 7, 12, 13 |
| 21    | Nikolausberg ↔ Uni-Nord ↔ Klinikum ↔ Bahnhof ↔ Zietenterrassen                                                                             | 1, 5         |
| 22    | Nikolausberg ↔ Uni-Nord ↔ Klinikum ↔ Zentrum ↔ Geismar-Süd ↔ Geismar-Charlottenburger Straße                                               | 2, 5         |
| 23    | Faßberg ↔ Uni-Nord ↔ Klinikum ↔ Bahnhof | 51           |
| 31    | Weende-Nord ↔ Zentrum ↔ Grone-Altdorf ↔ Kauf Park                                                                                          | 3, 5         |
| 32    | Weende-Nord ↔ Zentrum ↔ Grone-Süd ↔ Kauf Park                                                                                              | 2, 3, 4      |
| 33    | Klinikum ↔ Lutteranger ↔ Holtenser Berg (↔ Holtensen, bis April 2015)                                                                      | 12           |
| 34    | Bovenden ↔ Weende ↔ Zentrum | 14           |
| 41    | Weende-Ost ↔ Klinikum ↔ Zentrum ↔ Bahnhof ↔ Grone-Nord ↔ Betriebshof                                                                       | 8            |
| 42    | Papenberg ↔ Klinikum ↔ Waldweg ↔ Zentrum ↔ Bahnhof ↔ Grone Nord ↔ Betriebshof                                                              | 8            |
| 50    | Rohns ↔ Zentrum ↔ Bahnhof | 6, 9         |
| 61    | Rosdorf ↔ Eiswiese ↔ Zentrum ↔ Bahnhof ↔ Grone-Süd ↔ Kauf Park ↔ Groß Ellershausen ↔ Hetjershausen                                         | 4, 5, 14     |
| 62    | Rosdorf ↔ Eiswiese ↔ Zentrum ↔ Bahnhof ↔ Grone-Süd ↔ Kauf Park ↔ Groß Ellershausen                                                         | 4, 5, 14     |
| 63    | Kauf Park ↔ Gr. Ellershausen ↔ Hetjershausen ↔ Knutbühren ↔ Ossenfeld ↔ Dransfeld („Bürgerbus“, 2017-2020, Betrieb eingestellt)            | 5, LT5       |
| 71    | Esebeck ↔ Elliehausen ↔ Industriegebiet ↔ (Schwachlastzeit über Weststadt) ↔ Bahnhof ↔ Zentrum ↔ Zietenterrassen                           | 7, 13        |
| 72    | Kauf Park ↔ Elliehausen ↔ Industriegebiet ↔ Bahnhof ↔ Zentrum ↔ Zietenterrassen                                                            | 7, 13        |
| 73    | Weststadt ↔ Maschmühlenweg ↔ (Schwachlastzeit nur ab Bahnhof) ↔ Zentrum ↔ Zietenterrassen (↔ Sa./So. bis Hainholzhof/Kehr)                 | 7            |
| 80    | Klausberg ↔ Zentrum ↔ Leineberg | 6, 9         |
| 91    | Roringen ↔ Herberhausen ↔ Nordstadt ↔ Zentrum ↔ Südstadt ↔ Lohberg ↔ Geismar-Schöneberger Straße                                           | 4, 5, 10     |
| E91   | Tammannstraße ↔ Nordstadt ↔ Bahnhof (↔ später Linie 93, eingestellt wegen Corona und Personalmangel)                                       | 5            |
| 92    | Herberhausen ↔ Nordstadt ↔ Zentrum ↔ Südstadt ↔ Lohberg ↔ Geismar-Schöneberger Straße                                                      | 4, 5, 10     |

Die Nachtbusse fahren in den Nächten von Freitag auf Samstag und von Samstag auf Sonntag (unter der neuen Bezeichnung „Nachtliesel“) sowie am Sonntagmorgen vom Zentrum (Weender Straße-West bzw. Ost) zu den Endpunkten und zurück. Sie fahren als Schnellbus und halten nicht an allen Haltestellen.
| Linie | Ziel                                         | Ersetzt |
| ----- | -------------------------------------------- | ------- |
| N1    | Holtenser Berg ↔ Weststadt ↔ Zentrum         | 29      |
| N2    | Weende-Nord ↔ Zentrum                        | 29      |
| N3    | Weende-Ost ↔ Klinikum ↔ Zentrum              | 29      |
| N4    | Nikolausberg ↔ Uni-Nord ↔ Klinikum ↔ Zentrum | 29      |
| N5    | Zentrum ↔ Zietenterrassen                    | 28      |
| N6    | Zentrum ↔ Treuenhagen ↔ Geismar              | 28      |
| N7    | Zentrum ↔ Südstadt                           | 28      |
| N8    | Zentrum ↔ Grone                              | 28      |

In den Jahren bis 2023 hat sich Liniennetz weiterentwickelt und wird sich auch in Zukunft immer weiterentwickeln. Änderungen gab es wegen der Inbetriebnahme der Elektrobusse und den dazugehörigen Ladestationen. Aber auch wegen der Ausweitung des Industriegebietes oder neuer Wohngebiete.
Die Linien verlaufen mit Stand 02/2023 wie folgt:
| Linie | Streckenverlauf | E-Buslinie |
| ----- | --- | ---------- |
| 11    | Holtenser Berg ↔ Hagenberg ↔ Weststadt ↔ Schützenplatz ↔ Zentrum ↔ Treuenhagen ↔ (über Teichstraße) Geismar-Charlottenburgerstraße ↔ Geismar-Schönebergerstraße ↔ Zietenterrassen               | X          |
| 12    | Holtenser Berg ↔ Weststadt ↔ Schützenplatz ↔ Zentrum ↔ Treuenhagen ↔ Geismar-Kampstraße ↔ Geismar-Süd ↔ Geismar-Charlottenburger Straße ↔ Geismar Schönebergerstraße ↔ Geismar-Vor dem Walde    | X          |
| 21    | Nikolausberg ↔ Uni-Nord ↔ Klinikum ↔ Bahnhof ↔ (über Teichstraße) Geismar-Charlottenburgerstraße ↔ Geismar-Schönebergerstraße ↔ Zietenterrassen                                                 | X          |
| 22    | Nikolausberg ↔ Uni-Nord ↔ Klinikum ↔ Zentrum ↔ Geismar-Süd ↔ Geismar-Charlottenburger Straße ↔ Geismar Schönebergerstraße ↔ Geismar-Vor dem Walde                                               | X          |
| E22   | Nikolausberg (Testbetrieb Zubringerbus / LT Wohngebiet „Zur hohen Warte“) |            |
| 23    | Faßberg ↔ Uni-Nord ↔ Klinikum ↔ Bahnhof |            |
| 31    | Weende-Nord ↔ Lutteranger ↔ Zentrum ↔ Grone-Altdorf ↔ Kauf Park (Schwachlastzeit nur bis Grone-Süd / Grone)                                                                                     |            |
| 32    | Weende-Nord ↔ Zentrum ↔ Grone-Süd ↔ Kauf Park (Schwachlastzeit nur bis Grone-Süd / Grone) |            |
| 33    | (Neue IGS) ↔ Klinikum ↔ Lutteranger ↔ Holtenser Berg |            |
| 34    | Bovenden ↔ Weende ↔ Zentrum |            |
| 41    | Weende-Ost ↔ Klinikum ↔ Zentrum ↔ Bahnhof ↔ Grone-Nord ↔ Betriebshof |            |
| 42    | Papenberg ↔ Klinikum ↔ Waldweg ↔ Zentrum ↔ Bahnhof ↔ Grone Nord ↔ Betriebshof |            |
| 50    | Rohns ↔ Zentrum ↔ Bahnhof |            |
| 61    | Rosdorf ↔ Eiswiese ↔ Zentrum ↔ Bahnhof ↔ Grone-Süd ↔ Kauf Park ↔ Groß Ellershausen ↔ Hetjershausen                                                                                              |            |
| 62    | Rosdorf ↔ Eiswiese ↔ Zentrum ↔ Bahnhof ↔ Grone-Süd ↔ Kauf Park ↔ Groß Ellershausen |            |
| 63    | Bahnhof ↔ Siekhöhe |            |
| 71    | Esebeck ↔ Elliehausen ↔ Industriegebiet ↔ Bahnhof ↔ Zentrum ↔ Albaniplatz ↔ Lönsweg ↔ Zietenterrassen                                                                                           |            |
| 72    | Kauf Park ↔ Elliehausen ↔ Industriegebiet ↔ Bahnhof ↔ Zentrum ↔ Albaniplatz ↔ Lönsweg ↔ Zietenterrassen                                                                                         |            |
| 73    | Holtenser Berg ↔ Holtensen ↔ Elliehäuser Weg ↔ Weststadt ↔ Maschmühlenweg ↔ Zentrum ↔ Werner Heisenberg Platz ↔ Lönsweg ↔ Zietenterrassen (↔ in den Sommermonaten Sa./So. bis Hainholzhof/Kehr) |            |
| 80    | Klausberg ↔ Zentrum ↔ Leineberg |            |
| 91    | Roringen ↔ Herberhausen ↔ Nordstadt / Goßlerstraße ↔ Zentrum ↔ Eiswiese ↔ Südstadt / Breslauer Straße ↔ Lohberg ↔ Geismar-Schöneberger Straße                                                   |            |
| 92    | Herberhausen ↔ Nordstadt / Goßlerstraße ↔ Zentrum ↔ Eiswiese ↔ Südstadt / Breslauer Straße ↔ Lohberg ↔ Geismar-Schöneberger Straße                                                              |            |
| 93    | Tammannstraße / Uni-Nord ↔ Nordstadt / Goßlerstraße ↔ Bahnhof (im Moment eingestellt / Zukunft ungewiss)                                                                                        |            |

Und auch das Nachtbusnetz (Nachtliesel) wurde erweitert. Jetzt ist auch der Klauberg mit der N9 und der Leineberg mit der N10 in den Nächten Fr./Sa., Sa./So. und Sonntagsmorgen zu erreichen.
| Linie | Ziel                                         | wechselt im Zentrum mit |
| ----- | -------------------------------------------- | ----------------------- |
| N1    | Zentrum ↔ Weststadt ↔ Holtenser Berg         | N8                      |
| N2    | Zentrum ↔ Weende-Nord                        | N5                      |
| N3    | Zentrum ↔ Klinikum ↔ Weende-Ost              | N6                      |
| N4    | Zentrum ↔ Klinikum ↔ Uni-Nord ↔ Nikolausberg | N7                      |
| N5    | Zentrum ↔ Zietenterrassen                    | N2                      |
| N6    | Zentrum ↔ Treuenhagen ↔ Geismar              | N3                      |
| N7    | Zentrum ↔ Südstadt                           | N4                      |
| N8    | Zentrum ↔ Grone                              | N1                      |
| N9    | Zentrum ↔ Klausberg                          | N10                     |
| N10   | Zentrum ↔ Leineberg                          | N9                      |

## Heutiger Fahrzeugpark
Der Fuhrpark der Göttinger Verkehrsbetriebe umfasst mit Stand Juli 2024 106 eigene Linienbusse, wobei etwa die Hälfte auf Gelenkzüge entfällt.
Die Ende der 1990er angeschafften und zuletzt verbliebenen zwei Gelenkzüge des Typs MAN NG 312 wurden im Oktober 2016 abgemeldet. Es folgten um die Jahrtausendwende in kleineren Stückzahlen Solofahrzeuge und Gelenkzüge des Typs MB O 530 Citaro sowie MAN NL 263 (NG 313). 2005 wurden erstmals Busse des belgischen Karosserieherstellers VanHool vom Typ „new A320“ beschafft, 2007 folgten 14 weitere Fahrzeuge vom Typ „new A 330“. Seitdem wurden weitere Mercedes Citaro sukzessive in kleineren Serien sowohl als Solo-, als auch in der Gelenkversion beschafft.
Am Morgen des 9. Oktober 2014 ist im Stadtteil Nikolausberg vor der Aufnahme des Linienverkehrs der Gelenkbus Nr. 304 (MB O 530 G Citaro) wegen eines technischen Defekts ausgebrannt.
Um den durch das neue Liniennetz gestiegenen Fahrzeugbedarf zu decken, wurde kurz darauf ein gebrauchter Mercedes-Benz CapaCity (in Standardausführung, ohne Designpaket) beschafft, der lange Zeit als Mercedes-Vorführfahrzeug diente und zuvor bei der KVG in Kiel eingestellt war. Zeitgleich erfolgte bei den GöVB die erstmalige Erprobung des Hybridantriebs mit einem Volvo-7900A-Hybrid-Gelenkbus. Beide Fahrzeuge sind nicht mehr im Bestand. Ergänzt wurde der Zukauf von Gebrauchtfahrzeugen im Februar 2015 durch 3 Citaro-Gelenkzüge (Bj. 2003) der Bogestra.
Schon im Herbst 2008 haben die GöVB einen CapaCity-Vorführwagen (im Designpaket) erhalten, der allerdings nur kurz und nicht im Linieneinsatz erprobt wurde.
Nach Beendigung der Fremdvergabe von Linienleistungen an das Subunternehmen NVG wurde ein Teil der (neueren) Fahrzeuge von den GöVB übernommen, darunter die vier Setra 415 NF.
Im Februar 2018 wurden erstmals drei Plugin-Hybridbusse des Typs Volvo 7900 EH gekauft. Neben vier weiteren Solaris-Solowagen Urbino 12 (IV) folgten erstmals auch vier Gelenkbusse des Typs Urbino 18 (IV). Im Gegenzug schieden die 2002/2003 beschafften Citaro und MAN A21 aus dem Bestand.
| Fahrzeugtyp                    | Beschaffung               | Anzahl       |
| ------------------------------ | ------------------------- | ------------ |
| MB O 530 G Citaro              | 2009–2012 2013–2014, 2015 | 25 Fahrzeuge |
| MB O 530 Citaro                | 2009, 2011                | 9 Fahrzeuge  |
| Mercedes-Benz Citaro C2        | 2014                      | 7 Fahrzeuge  |
| Mercedes-Benz O 530 Citaro C2G | 2015, 2016                | 15 Fahrzeuge |
| Mercedes-Benz eCitaro          | 2023                      | 3 Fahrzeuge  |
| Mercedes-Benz eCitaro G        | 2021                      | 19 Fahrzeuge |
| Solaris New Urbino 12 (IV)     | 2016, 2018                | 12 Fahrzeuge |
| Solaris Urbino 18 (IV)         | 2018                      | 4 Fahrzeuge  |
| Volvo 7900 EH (Plugin-Hybrid)  | 2018                      | 12 Fahrzeuge |

Stand: 19. Juli 2024

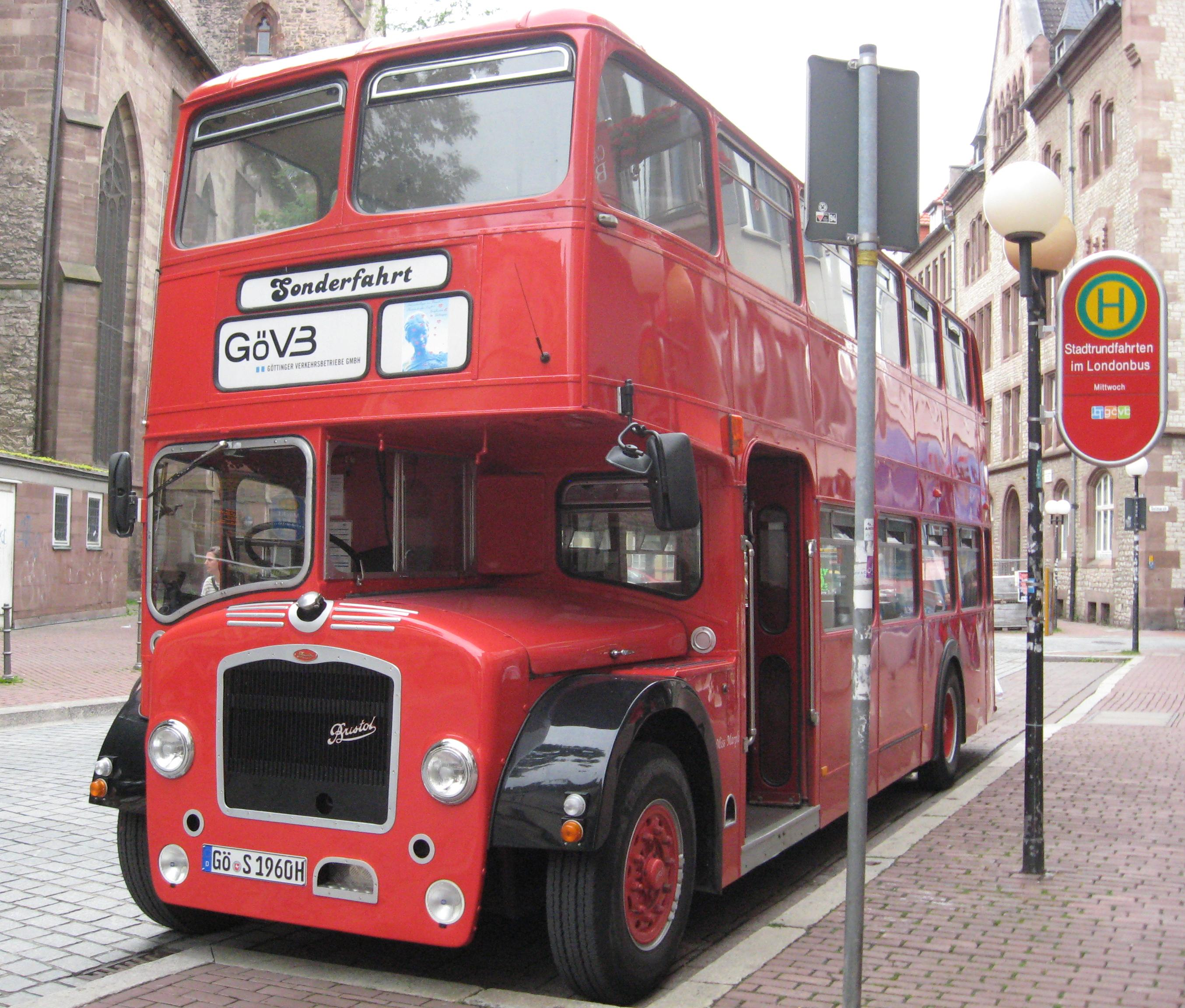
Göttinger „Londonbus“: Bristol Loddeka FLF

Zum Fuhrpark des Unternehmens zählt auch ein britischer Oldtimer-Doppeldeckerbus des Typs Bristol Lodekka FLF, Baujahr 1960, der auf den Namen „Miss Marple“ getauft wurde und für Stadtrundfahrten oder Charterfahrten zur Verfügung steht. Am 27. Juni 2011 erlitt dieses Fahrzeug einen Unfallschaden und konnte daher 2011 nicht weiter eingesetzt werden. Für die Saison 2012 wurde das Fahrzeug jedoch aufwendig instand gesetzt und ist seit Juli 2012 wieder einsatzbereit. Der Unfallschaden wurde auf 28.000 € beziffert.
Fälschlicherweise wird dieser Bus auch von offizieller Seite als „Londonbus“ bezeichnet, Busse dieses Typs wurden jedoch nicht in London eingesetzt, dort kamen vorwiegend die für London speziell entwickelten AEC Routemaster zum Einsatz, die sich baulich durch die größere Höhe (4,50 gegenüber 4,00 Metern), Aluminiumkarosserie und den charakteristischen, offenen Heckeinstieg unterscheiden. Der Göttinger Bus war auch zunächst in grün-beiger Lackierung bei der Western National Bus Company in Taunton (Südwest-England) eingesetzt, wurde 1983 in die Schweiz verkauft und erst dort rot lackiert, bis er dann im Januar 1999 nach Göttingen gelangte.
Ebenfalls für Sonder- und Traditionsfahrten eingesetzt wurde bis August 2009 der letzte verbliebene O 305 aus dem Jahr 1985. Dieser wurde mittlerweile an die IG Traditionsbus Südniedersachsen verkauft, die das Fahrzeug weiterhin für Sonder- und Traditionsfahrten im Raum Göttingen einsetzt.

## NahVerkehr Göttingen GmbH

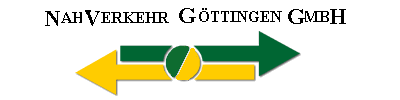
Historisches Logo der NVG

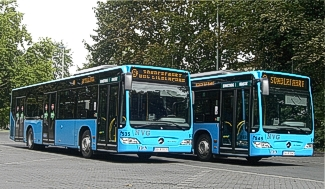
2 Citaros der NVG auf dem Busbahnhof Göttingen, 2011

Die NahVerkehr Göttingen GmbH (NVG) war eine in Göttingen ansässige Tochtergesellschaft der Firma Brundig-Reisen aus Witzenhausen/Hessen, welche Stadtlinienverkehre in Göttingen als Subunternehmer ausschließlich für die Göttinger Verkehrsbetriebe durchführte.
Mit der Neuordnung des Liniennetzes im Jahr 1998 wurden erstmals Linien an private Auftragsnehmer übergeben. Zunächst wurde die Linie 13 in der Schwachlastzeit zwischen Bahnhof und Elliehausen/Esebeck durch ein anderes Göttinger Reiseunternehmen mit Midibussen betrieben. Bei der Neuvergabe schied dieses Unternehmen aus, die NVG wurde gegründet, kaufte einige der inzwischen alten und ausmusterungsreifen O 405 der Stadtwerke und bediente zunächst ausschließlich die Linie 6. Ferner wurden auch weitere Fahrten in der Schwachlastzeit wie auf den Linien 5 oder 10 an die NVG übertragen. 2010 war die NVG auf allen Linien anzutreffen.
Zum Fuhrpark des Unternehmens zählten 2011 17 Fahrzeuge, davon 1 O 405 N ex GöVB, 2 O 405N², insgesamt 3 neu gekaufte VanHool A 320 bzw. 360 in Low-Entry-Ausführung, 4 Setra S 415 NF und 3 MB Citaro, die ursprünglich für ein Regionalbusunternehmen der DB AG in Süddeutschland vorgesehen waren. Außerdem wurde im Jahr 2010 ein MB O 405 GN² beschafft. 2011 kamen noch einmal 2 Citaro sowie ein weiterer gebraucht erworbener MB O 405 GN² hinzu.
Zum 30. September 2015 wurde der Betrieb der NVG eingestellt, da die GöVB alle Leistungen in eigener Regie fährt.